# No More Color
No More Color es el tercer álbum de estudio de la banda de thrash metal suiza Coroner. Fue publicado el 18 de septiembre de 1989 bajo la compañía discográfica  Noise Records, grabado tres meses antes de su lanzamiento en Berlín y producido por Karl-Ulrich Walterbach.
Es en este lanzamiento cuando Coroner decide alejarse un poco de su estilo de la vieja escuela pero manteniendo la fórmula de sus dos primeros álbumes, en No More Color se incluyen nuevos elementos a la música como un estilo más progresivo que daría un resultado en canciones más elaboradas con elementos de jazz y música clásica. Evolucionaría posteriormente en la compleja cuarta obra de Coroner, Mental Vortex del año 1991.
La alineación que Coroner usó para No More Color fue la misma que la banda ha llevado desde su debut, con Ron Royce en el bajo y la voz, Tommy Baron en las guitarras y Marquis Marky en la batería. El álbum posee 8 canciones aunque se planeaba incluir un cover de la canción "Parasite" de Kiss el cual de hecho fue grabado pero no fue publicado luego de que la banda se enterara de que la banda Anthrax ya lo había hecho antes.
Luego de estar fuera de producción por muchos años, la compañía Noise Records decide publicar una nueva serie de copias en el 2018 con las canciones remasterizadas y con unos cuantos detalles en memoria a los viejos años de la banda.

## Lista de canciones
Todas las letras escritas por Marquis Marky a excepción de "Why It Hurts" que fue escrita por Martin Stricker de la banda Celtic Frost.
| N.º | Título                  | Duración |  |
| 1.  | «Die By My Hand»        | 3:46     |  |
| 2.  | «No Need To Be Human»   | 4:31     |  |
| 3.  | «Read My Scars»         | 4:32     |  |
| 4.  | «D.O.A.»                | 4:19     |  |
| 5.  | «Mistress Of Deception» | 4:57     |  |
| 6.  | «Tunnel Of Pain»        | 4:30     |  |
| 7.  | «Why It Hurts»          | 3:47     |  |
| 8.  | «Last Entertainment»    | 4:00     |  |

## Créditos
• Ron Royce - voz, bajo.
• Tommy Baron - guitarra.
• Marquis Marky - batería, segunda voz y portada del álbum.
• Steve Rispin (invitado) - teclado.
• Karl-Ulrich Walterbach - producción.
- Datos: Q7044521